# Инка (Балеарска Острва)
Инка (шп. Inca) град је у Шпанији у аутономној заједници Балеарска Острва. Према процени из 2017. у граду је живело 30 944 становника.

## Становништво
Према процени, у граду је 2017. живело 30 944 становника.
| 2017.  |
| ------ |
| 30.944 |